# یواس‌اس لوئیزیانا (۱۸۱۲)
یواس‌اس لوئیزیانا (۱۸۱۲) (به انگلیسی: USS Louisiana (1812)) یک کشتی بود که طول آن ۹۹ فوت (۳۰ متر) بود. این کشتی در سال ۱۸۱۲ ساخته شد.